# Grajdanka
Grajdanka (en rus: Гражданка) és un poble del krai de Primórie, a l'Extrem Orient de Rússia, que en el cens del 2010 tenia 1.023 habitants.